# Camille Féron-Vrau
Pour les articles homonymes, voir Féron (homonymie).
Camille Féron est un médecin et entrepreneur français, né à Lille le 23 juillet 1831 et mort le 30 mars 1908, qui est une figure du catholicisme social.

## Biographie
Dès son plus jeune âge, son histoire fut liée à celle de Philibert Vrau, de dix-huit mois son aîné, fils d'un industriel lillois du textile. Leurs parents sont en effet de grands amis. Les deux garçons font leurs études ensemble et se lient d'une vive amitié ; tous deux ont des convictions chrétiennes intenses et sont animés d'une même passion : faire le bien autour d'eux.
Camille Féron veut devenir médecin. Il faut pour cela aller à Paris ; il en revient docteur en médecine en 1858 et s'installe aussitôt dans la maison de ses parents, rue d'Anjou (près de l'Esplanade), se dévouant largement au service des indigents. Très vite, il est appelé comme chef des travaux d'anatomie à l'École de médecine de Lille, dirigée par le docteur Cazeneuve qui l'apprécie beaucoup et dont il deviendra, en 1864, l'assistant de clinique médicale.
En 1861, il épouse Marie Vrau, sœur de son ami Philibert Vrau : il en aura quatre garçons, dont trois mourront en bas âge, et une fille, Anne-Marie, qui meurt jeune elle aussi, à l'âge de 18 ans.
En 1866, à la demande de sa belle-mère, il abandonne à regret toutes ses activités médicales pour seconder Philibert Vrau dans la direction de l'entreprise, alors en plein développement avec 1 120 ouvriers.
Dès lors, la vie des deux beaux-frères ne sera plus qu'une immense œuvre chrétienne, à la fois dans l'usine et au dehors. Ils fondent ensemble l'Association des patrons chrétiens ; ils aident à édifier des logements ouvriers décents, des écoles primaires, des patronages de jeunes, des églises neuves et la basilique Notre-Dame-de-la-Treille. Ils fondent des unions de prières, un service des pauvres avec la Société de Saint Vincent de Paul, des œuvres eucharistiques… et enfin l'Université catholique de Lille, la création de la faculté de médecine et de pharmacie étant principalement l'œuvre de Camille Féron-Vrau.
Mobilisation des catholiques et des autorités religieuses, appels aux responsables politiques partageant leurs convictions, lancement d'une souscription dynamique, élaboration de projets et de plans, mise en œuvre progressive des programmes d'études : le point de non-retour fut acquis lorsqu'il obtint - contre 140 000 francs or - de l'administration des Hospices de Lille le droit d'occuper deux cents lits du tout nouvel hôpital Sainte-Eugénie pour y enseigner la médecine, la chirurgie et les accouchements aux étudiants de la jeune faculté.
Il prit alors son bâton de pèlerin pour recruter dans les facultés françaises les futurs professeurs de la faculté : à Montpellier, le premier doyen, Antoine Béchamp, et quatre autres collègues, à Paris, le docteur Desplats, dans l'Est, plusieurs médecins et pharmaciens ; de Lille même, ne vinrent que deux médecins.
Continuant sur sa lancée, il ouvre les dispensaires Saint-Raphaël et Saint-Camille, avec le double objectif de soigner les pauvres et d'assurer la formation clinique des étudiants. Il préside à la construction du bâtiment actuel de la faculté, rue du Port (1881-82) et à celle des Maisons de santé (on dit aujourd'hui cliniques) Saint-Camille, rue de la Bassée (1880), et Saint-Raphaël, rue du Port (1886).
On le trouve encore à l'origine de la fondation de l'asile des Cinq-Plaies (1880) et de l'hôpital Saint-Antoine-de-Padoue qui ouvre ses portes aux enfants malades en 1890.
Avec quel argent a-t-il pu réaliser tout cela ? Celui des catholiques du Nord et du Pas-de-Calais certes, dont la générosité fut exemplaire, mais aussi, et très largement, avec les bénéfices de l'entreprise Vrau et ses deniers personnels. Il déclara un jour : « À mes yeux, l'argent n'a qu'une valeur, c'est qu'il peut être donné. »
Camille Féron-Vrau est mort en toute simplicité et très pieusement le 30 mars 1908, âgé de 76 ans.
Sans lui, il est très probable que la faculté catholique de médecine et de pharmacie de Lille n'eût jamais existé. Trois mois plus tard, la faculté érige en sa mémoire son buste dans le grand amphithéâtre. Celui-ci est dédoublé en 1972 et sa partie inférieure reçoit le nom d'amphithéâtre Féron-Vrau, tandis que le buste et la plaque commémorative sont déplacés dans le couloir qui y conduit.